# Чагатайские таджики
Чагата́йские таджи́ки (тадж. Тоҷикони чағатойӣ / Чағатойиҳо / Тоҷикони чағатой) — таджикская этническая группа, проживающая в Сурхандарьинской области на юго-востоке Узбекистана и на юге Таджикистана. По оценкам, в 1924-25 годах их численность составляла 63 500 человек. Вместе с хардури чагатайцы являются одной из этнографических групп таджиков, сохраняющих особую самобытность. Происхождение народа неизвестно, хотя имя Чагатай имеет монгольское происхождение, поскольку Чагатай-хан был сыном Чингисхана.           
Чагатайских таджиков начали называть узбеками с Советской переписи населения 1926 года. Советский историк Михаил Худяков предположил, что чагатайцы, возможно, не были ни полностью узбеками, ни полностью таджиками, а скорее таджиками на какой-то стадии тюркизации или узбеками, которые приняли таджикский язык.
Тюркский чагатайский язык не является языком чагатайских таджиков.